# مارتین گرین (استاد)
مارتین گرین (انگلیسی: Martin Green؛ زادهٔ ۲۰ ژوئیهٔ ۱۹۴۸) دانشمند در زمینه اهل استرالیا است.
وی همچنین برندهٔ جوایزی همچون همکار انجمن سلطنتی و جایزه زیست صحیح شده‌است.